# 264131 Bornim
264131 Bornim este un asteroid din centura principală, descoperit pe 19 octombrie 2009, de Bernd Thinius.